# Zygothrica gemma
Zygothrica gemma är en tvåvingeart som beskrevs av Burla 1956. Zygothrica gemma ingår i släktet Zygothrica och familjen daggflugor. Inga underarter finns listade i Catalogue of Life.